# 林英世
林 英世（はやし ひでよ、1963年11月17日 - ）は、日本の女優。
大阪府岸和田市出身。大阪府立岸和田高等学校卒業後、進学。
同志社大学文学部を卒業した1987年、マキノノゾミ（大学の演劇サークル「第三劇場」の先輩）主宰の「劇団M.O.P.」（2010年解散）に入団。
現在の事務所は、ライターズカンパニー。

## 出演

### テレビドラマ
NHK総合
- 連続テレビ小説
  - 芋たこなんきん（2006年度後期） - 中川伸江 役
  - だんだん（2008年度後期） - 看護師 役
  - カーネーション 第141回・146回（2011年度後期） - 毎朝新聞 記者 役
  - 純と愛（2012年度後期） - 緒方真子 役
  - ごちそうさん（2013年度後期） - 紙問屋女将 役
  - わろてんか（2017年度後期） - 女学校の校長 役
  - おちょやん（2021年度後期）
  - 舞いあがれ!（2022年後期） - 日高多惠子 役
- ドラマ10 下流の宴 第2話（2011年）
- ヒロシマ8.6ドラマ ふたりのキャンバス（2017年8月1日中国地方先行放送・8月5日全国放送、NHK広島） - 弁当屋の金子 役

TBS
- 遺品整理人 谷崎藍子 「48年目の証人」（2012年11月5日） - 高丸みね 役

フジテレビ
- 演技者。 「黒いハンカチーフ」（2002年） - 京子 役
- 世にも奇妙な物語
  - ’05 秋の特別編 「影武者」（2005年10月4日） - シズ 役
  - ’08 秋の特別編 「どつきどつかれて生きるのさ」（2008年9月23日） - 西本康男の母 役

テレビ朝日
- 科捜研の女 season13 第13話（2014年） - 高西喜久子 役
- 木曜ミステリー 京都人情捜査ファイル 第4話（2015年） - 中村美砂 役

### ラジオドラマ
- FMシアター （NHK-FM）
  - 万太郎ショージ（2006年6月10日）
  - 電光仮面　最後の戦い（2006年8月19日）
  - 90日の過ごし方〜マルオ・ラスト・デイズ〜（2008年3月15日）
  - ことばの刃（2022年12月17日）
  - 塀の中のリクエスト（2024年8月24日）
- 青春アドベンチャー　プリンセス・トヨトミ（2009年11月23日 - 12月4日、NHK-FM） - 販売機の声 役
- 元禄・なにわの杜若（2012年5月27日、ABCラジオ）
- どついたれ〜大阪大空襲〜（2015年5月25日、MBSラジオ）
- 1970年のタイムカプセル（2017年5月27日、ABCラジオ）
- 浜村淳青春物語（2019年4月13日・20日、MBSラジオ）
- 楽園探偵物語シリーズ（MBSラジオ）

### 映画
- 極道の妻たち 三代目姐（1989年）
- 女帝 春日局（1990年）
- 新極道の妻たち（1991年）
- 江戸城大乱（1991年）
- 東雲楼 女の乱（1994年）
- 藏（1995年）
- パッチギ！（2005年）
- あかりの里（2006年）
- 生きる!! 中村久子物語（2008年） - 中村久子 役[6]

### 舞台
- 林英世ひとり語り2013　〜中島らも短編集〜
- いたみ・まちなか劇場『味わう舞台VOl.5』[7]
- ももちの世界 #9『皇帝X』[8]
- おばちゃんず『二人でお酒を』[9]

## 方言指導
- カーネーション（NHK連続テレビ小説2011年度後期） - 岸和田ことば指導[10]
- 村上海賊の娘 (漫画)　- 方言監修